# Лейцингер Рудольф Рудольфович

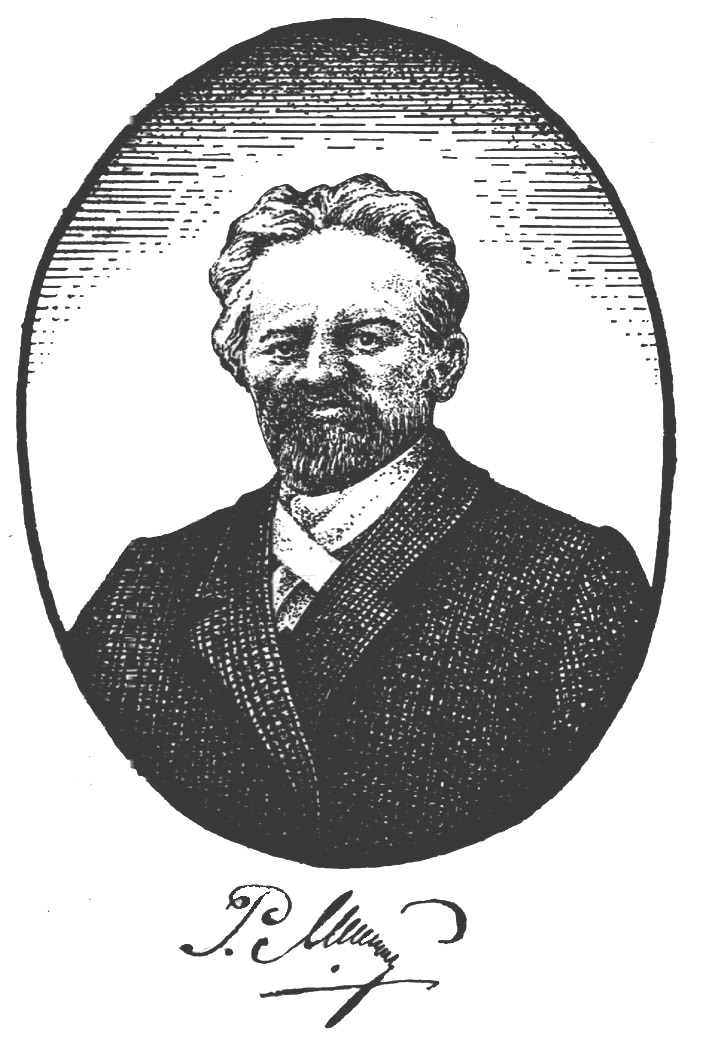
Лейцингер Рудольф Рудольфович

Лейцингер Рудольф Рудольфович (01.12.1844 — 22.01.1910) — швейцарський альпініст, дослідник Кавказу, засновник Кавказького гірського товариства (КГТ).

## З біографії
Лейцингер Рудольф Рудольфович приїхав до Росії в 1863 р. з невеликого швейцарського містечка Нетшталь. Спершу оселився в Тамбові. Займався підприємництвом. У 1883 р. переїжджає на постійне проживання в П'ятигорськ. Мріяв про перетворення П'ятигірря в курорт світового значення.
На рубежі XIX-ХХ ст. Лейцингер поставив питання про створення Кавказького Гірського Товариства (КГТ), посилаючись на досвід Швейцарії, процвітаючої за рахунок туризму. Р. Р. Лейцінгер був обраний головою робочої групи, яка наприкінці 1900 р. направила до Москви проект Статуту «Кавказького Гірського Товариства в П'ятигорську». Лише 14 грудня (старого стилю) 1901 р. Міністром землеробства і державного майна А. Єрмоловим Статут КГТ був затверджений.
Весь свій талант організатора Р. Лейцингер вклав у здійснення ідеї регулярних екскурсій (подорожей) по рідному краю. Розроблялися проекти створення туристських стежок і притулів на цікавих маршрутах. Для створеного при Товаристві бюро з альпінізму і краєзнавства на прохання невтомного Лейцінгера, командувач військами Кавказького округу генерал від інфантерії Фред виділяє 212 аркушів топографічних карт Кавказу.
На третій рік своєї діяльності Товариство розпочало випуск Щорічника «Кавказького Гірського Товариства», на сторінках якого стали з'являтися матеріали дослідницької діяльності членів Товариства, результати організаційної роботи, дорожні нариси — сторінки подорожей. У літній сезон по 2-3 рази на місяць випускався «Вісник КГТ», який відображав його поточну діяльність. Сам Лейцінгер часто публікувався в збірниках англійських, французьких, німецьких, швейцарських Товариств. Він був почесним членом ряду зарубіжних Гірських Товариств і альпійських Клубів.
До сезону 1905 р. Лейцінгер приходить до думки, що для широкого розвитку туризму, екскурсій, дослідження гір потрібно залучати сотні захоплених послідовників, потрібно починати підготовку молодого покоління.
«Молода людина повинна мати можливість подорожувати, загартовувати себе, вона повинна побачити свою велику батьківщину для того, щоб вирости гідним громадянином, а оскільки необхідних засобів учні не мають у своєму розпорядженні, держава зобов'язана сприяти їм у цьому …» — таку позицію займав і відстоював Рудольф Рудольфович. Міністерство Народної Освіти підтримувало пропозиції та починання Лейцингера з розвитку учнівського туризму, приймалися і вводилися загальноросійські програми, наприклад, до моменту закінчення гімназії усі гімназисти повинні були відвідати три великих міста: Київ, Санкт-Петербург і Москву, тобто йшло створення широкої культурно-краєзнавчої програми.
Навесні 1909 р. почалася реалізація проекту Р. Р. Лейцінгера — прокладка пішохідної стежки від галявини Азау до Східної і Західної вершин Ельбрусу. З цією метою була організована експедиція на Ельбрус, на південно-східному схилі якого, на «Кругозорі», був споруджений кам'яний притулок, який отримав назву «Лейцінгерівський». Влітку того ж року, 11 осіб з 18 брали участь в експедиції і дісталися до скель на висоті 4130 м. Великі камені захищали її зі сходу і з півночі, немов природні стіни, учасники експедиції спорудили ще одну захисну стінку, із західного боку:
|  | Нас залишилося одинадцять. Два провідника, один учитель, чотири екскурсанта Р. Р. Лейцингера і четверо нас. Досить крутим підйомом, злегка повернувши ліворуч, ми піднялися до лівого краю великої ущелини зі сніговими схилами, на дні якої зяяли величезні тріщини. Пройшли трохи по краю і, перейшовши крихітний перевалець, знову повернули праворуч до останньої групи каменів в цій місцевості. О 2 год. 30 хв. дня ми досягли середини цієї групи, де і вирішили розташуватися на ночівлю. До цього спонукало нас як те, що вище не було вже каменів, настільки зручних, як і те, що всім хотілося відпочити і зібрати сили для майбутніх труднощів. Анероїд показував 4320 м. Ми вибрали місце, де камені були дещо більші і утворювали майданчик в кілька квадратних сажень, захищений з півночі і сходу природними стінами. Трохи відпочивши, ми взялися до роботи і в короткий час розчистили місце для "ліжка" і спорудили ще одну невисоку стінку із заходу. На цьому дикому кам'яному острівці, загубленому посеред моря снігів, на висоті, що на кілька сотень метрів перевершує висоту Юнгфрау, — належало нам провести ніч, бути може, саму незвичайну в нашому житті. Ми назвали це місце «Притулком одинадцяти». Цю назву було схвалено згодом Р. Р. Лейцингером, який, між іншим, знайшов це місце цілком придатним для другої хатини. Я думаю, що вона повинна бути побудована саме тут, бо вище немає вже скель, на яких можна було б її приладнати, не побоюючись снігових завалів". Так з'явилося місце ночівель назване «Приют-11». |

22 січня 1910 р. Лейцингер помер… На вінку від Кавказького гірського товариства було написано: «Дідусю російського альпінізму».